# Магнітний ловильний пристрій
Магнітний ловильний пристрій — призначений для очищення вибоїв свердловин від феромагнітних предметів і твердого сплаву під час буріння та ремонту нафтових і газових свердловин. Пристрої володіють високими характеристиками завдяки оригінальним конструкціям магнітних систем та використання рідкісноземельних неодимових постійних магнітів:
- вантажопідіймальна сила пристроїв у 2-4 рази вища порівняно із відомими зарубіжними аналогами;
- не потребують періодичного намагнічування;
- володіють стабільними магнітними параметрами;
- працюють за температури робочого середовища до 200 °C;
- забезпечують високу якість робіт під час підземного та капітального ремонту свердловин.
Конструкції магнітних ловильних пристроїв захищені патентами України на винаходи № 99790, № 100087 та ін.
Основні переваги:
- Висока вантажопідіймальна сила — Стійкість до розмагнічування — Надійність уловлення феромагнітних предметів.
Проблеми які вирішуються: Вилучення із вибоїв нафтових і газових свердловин феромагнітних предметів, що не дозволяють подальше проведення бурових та ремонтних робіт.
Сфера використання: Аварійно-відновлювальні роботи під час ремонту свердловин, а також для ліквідації аварій під час спорудження нафтогазових свердловин.